# Schwa
Ne doit pas être confondu avec Shewa (hébreu).
Cette page contient des caractères spéciaux ou non latins. S’ils s’affichent mal (▯, ?, etc.), consultez la page d’aide Unicode.

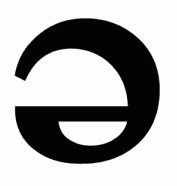
Schwa de l'alphabet phonétique international.

Le terme schwa /ʃva/, aussi écrit chva, est la transcription d'un mot hébreu (שווא, suivant l'orthographe moderne) désignant le « vide ».

## Phonème
Il est employé en linguistique pour désigner la voyelle moyenne centrale, notée [ə] dans l'alphabet phonétique international (API).
Il correspond à peu près au e dit muet du français moderne. Il se trouve dans des mots comme « menu », « samedi » ou comme prothèse vocalique (épenthèse) dans « ours(e) brun ».
Cette voyelle existait autrefois en français mais s'est transformée dès l'époque classique en « e caduc » (ou « e muet ») qui se rapproche de [œ] (mais certains phonéticiens le notent néanmoins [ə], cf. infra, à l'instar des grands dictionnaires de langue) ou ne se prononce pas du tout, comme dans les mots samedi ou caquelon, qui ne contiennent que deux syllabes en français du nord. On la trouve fréquemment en position atone dans d'autres langues romanes, comme le portugais de Lisbonne, le roumain, le catalan, certains dialectes italiques centraux-méridionaux (Campanie, Abruzzes…).
On la trouve aussi en anglais (la plupart des voyelles non accentuées s'y réalisent ainsi), dans la plupart des dialectes bretons et dans un grand nombre d'autres langues.
Dans la prononciation de l'hébreu ancien, le schwa (שוא, «  ְ ») peut avoir deux valeurs : 
- soit (cas 1 : schwa « quiescent », Cheva naḥ, שווא נח) il note l'absence de voyelle accompagnant une consonne, et s'utilise alors pour noter une syllabe fermée (une syllabe qui se termine par une consonne), comme la syllabe par- dans le français partition [par-ti-siɔ̃] ;
- soit (cas 2) il note une voyelle qui correspond à peu près au e muet français de petit : c'est le schwa voisé (Cheva naʿ, שווא נע). La différence est minime, et on la retrouve en français contemporain où la prononciation de ce e muet est facultative petit étant prononcé « p'tit » ou « petit » ; (alors que personne ne prononcera partition pare-ti-tion » : ce qui fait que le e muet français et le schwa hébreu ne coïncident pas complètement). La décision d'appeler en API « schwa » la voyelle neutre centrale correspond seulement au schwa voisé.

On considère souvent qu'il existe des variantes de schwa ; ces variantes sont notamment dues à la « coloration » apportée par les consonnes adjacentes. On parle alors de « schwa antériorisé » ou « postériorisé » (les phonéticiens russes les notent respectivement [ь] et [ъ]) ; la version moderne du schwa français mentionnée plus haut peut aussi être décrite comme un « schwa arrondi » (labialisé).
- Dans la langue anglaise, le schwa est le son «voyelle» le plus présent.

## Lettre
Le caractère ə (et Ə en capitale) est utilisé dans l'écriture de l'azéri dans l'alphabet latin adopté peu après l'indépendance de l'Azerbaïdjan (Azərbaycan) dans la dernière décennie du XXe siècle. Donné comme intermédiaire entre le a et le è français, ce ə azéri correspond au [æ] et non au [ə] de l’alphabet phonétique.
En italien, le schwa est proposé depuis 2015 comme une terminaison non genrée dans l'écriture inclusive, à la place des terminaisons masculines (o) et féminines (a) au singulier : « benvenutə ». Au pluriel, c'est la forme longue du schwa qui peut être utilisée (ɜ) : « Tara e Violet si sono appena conosciutɜ » (qui peut être rendu en français inclusif par « Tara et Violet se sont tout juste rencontré·e·s »).

## Symbole
En philologie indo-européenne, il a servi d'abord à noter des voyelles réduites auxquelles correspondent les fameuses laryngales de la théorie des laryngales.
Conceptuellement, le schwa non voisé correspondrait plutôt à la notation Ø, lue « degré zéro », qui indique une absence de marque linguistique. Par exemple, chante est Ø non marqué, contrairement à chantent, qui porte la marque -nt.